# Polhems Simklubb

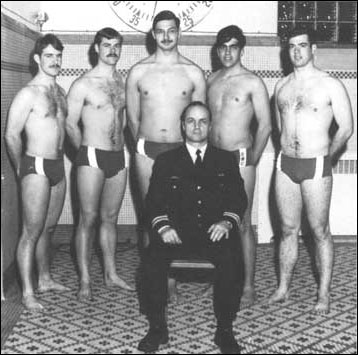
Polhems Simklubb med Sixten Högberg i mitten, ca 1930.

Polhems Simklubb (PSK), är en simklubb i Göteborg, grundad 1924 av Sixten Högberg. Storhetstiden för klubben var från 1930-talet fram till 1950-talet då simklubben hamnade i dvala. Under 2000-talet återupptogs den gamla klubben av ett antal studenter och simmare vid Polhemsgymnasiet. Träning sker främst på Valhallabadet i centrala Göteborg och klubbens ordspråk lyder "Mer än bara simning".